# Texarkana, Texas
Texarkana là một thành phố thuộc quận Bowie, tiểu bang Texas, Hoa Kỳ. Năm 2010, dân số của thành phố này là 36411 người.

## Dân số
- Dân số năm 2000: 34782 người.
- Dân số năm 2010: 36411 người.